# Annette Behnken

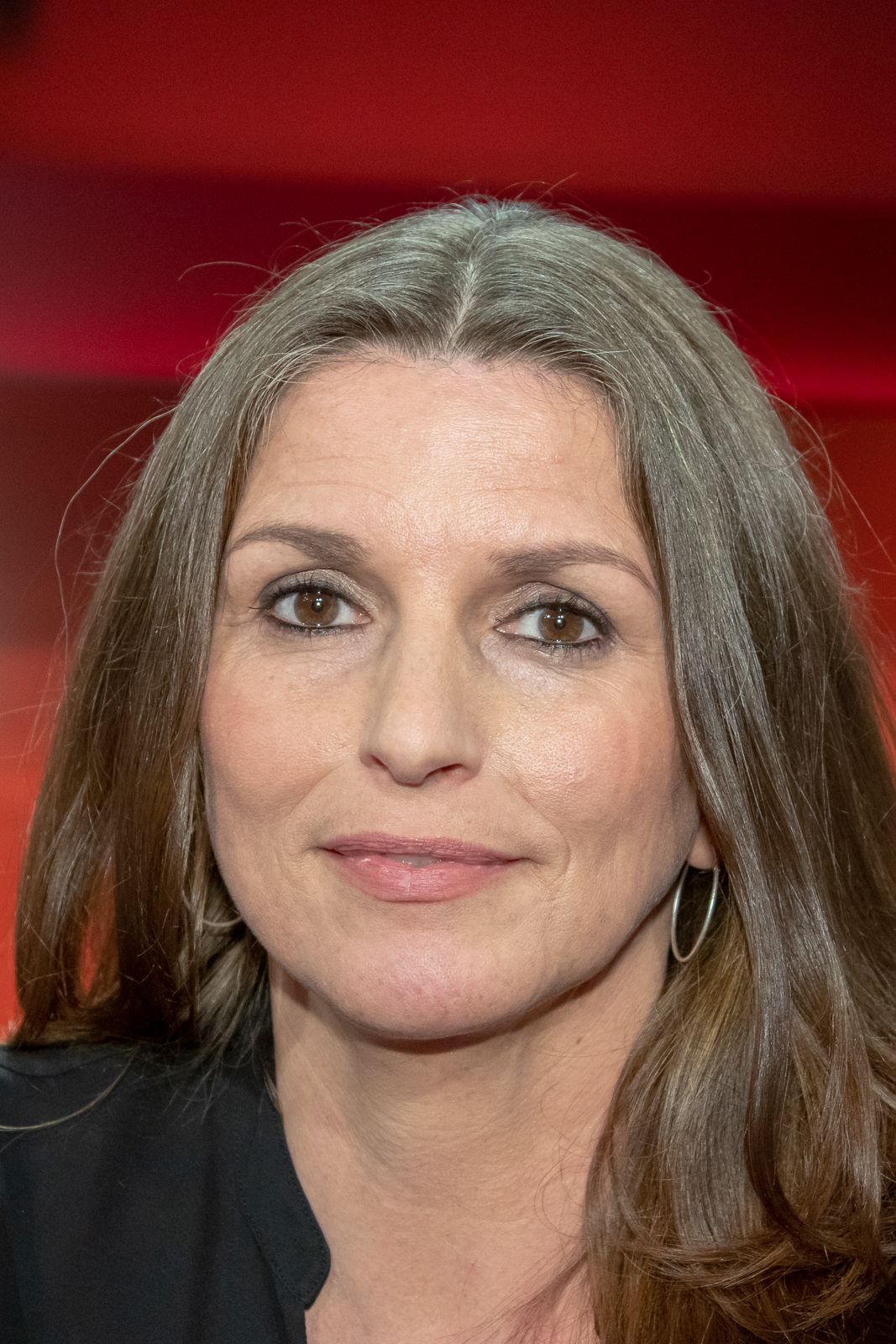
Annette Behnken (2018)

Annette Behnken (* 18. Juli 1969 in Bielefeld) ist eine deutsche evangelische Pastorin, Fernsehmoderatorin und Sprecherin von Morgenandachten bei den Radiosendern NDR Kultur, NDR Info, WDR 2 sowie in der ARD beim Wort zum Sonntag.

## Leben und Arbeitsschwerpunkte
Annette Behnken, aufgewachsen in Hannover, studierte Theologie an der Universität Göttingen und absolvierte eine Ausbildung in „Tanzimprovisation, Tanztheater und Körpersymbolik“. Nach dem Vikariat in Hildesheim war sie von 2005 bis 2012 als Pastorin in Lohnde tätig.
2012 wechselte Behnken an die Klosterkirche Wennigsen und verstärkte ab demselben Jahr das Team der Sprecher in der kirchlichen Fernsehreihe Das Wort zum Sonntag. Damit liefert sie Beiträge zu einer der ältesten Fernsehreihen der ARD. Im Februar 2018 wurde sie Studienleiterin an der Evangelischen Akademie Loccum, wo sie das Arbeitsfeld „Religiöse Praxis in der Gegenwartskultur“ bis Anfang 2024 verantwortete. Von April 2024 bis April 2025 war sie als Klinikseelsorgerin im Vinzenzkrankenhaus (Hannover) tätig. Seit Mai 2025 ist Annette Behnken Referatsleiterin und (Landeskirchliche) Beauftragte für die Hospiz- und Palliativmedizin im Diakonischen Werk evangelischer Kirchen in Niedersachsen und im Zentrum für Seelsorge und Beratung der Landeskirche Hannovers.
In der NDR-Reihe Klosterküche-Kochen mit Leib und Seele tritt sie als Moderatorin auf und besucht in jeder Folge ein norddeutsches Kloster, kocht mit den Schwestern oder Ordensmännern ein besonderes Menü – immer auch eine Gelegenheit über das Leben und den Glauben ins Gespräch zu kommen.
Annette Behnken ist Ausbilderin in personzentrierter Gesprächsführung sowie personzentrierte Coachin (GwG) und geistliche Begleiterin.
Die von 2020 bis 2022 in loser Folge erschienenen zwölf Podcasts Fragen des Menschseins – Der existenzielle Podcast für ein gelungenes Leben waren als ein Dialog zwischen dem Existenzanalytiker Christoph Kolbe und Annette Behnken konzipiert.
Behnken löste mit ihrem „Wort zum Sonntag“ vom Samstag, dem 7. März 2020 starke Reaktionen aus. Ursächlich waren ihre Formulierungen, wo „Grundwerte in Gefahr scheinen, müssen wir das als Christen laut sagen“ und „Wir müssen die Parlamente stürmen, in denen Neofaschisten sitzen und uns in Schreckstarre verfallen lassen genauso wie das Coronavirus“.
Der Ratsvorsitzende der EKD Heinrich Bedford-Strohm positionierte sich als Kirchenvertreter in ähnlicher Weise wie die Pastorin mit eindeutigen Worten: „Es ist erbärmlich, was sich an der türkisch-griechischen Grenze derzeit abspielt“. In sozialen Netzwerken kam es neben zahlreichen unterstützenden Worten gelegentlich zu dem Vorwurf, sie würde die Demokratie missbilligen und Staatsorgane angreifen wollen.
Behnken äußerte zu den Vorwürfen, sie sei als Europäerin und Christin von der Demokratie überzeugt und habe lediglich an demokratische Werte wie Menschlichkeit und Mitgefühl appelliert. Die Reaktionen auf Facebook und Twitter, waren „überwiegend positiv“.
In der Geschichte dieser seit 1954 bestehenden christlichen Sendereihe Wort zum Sonntag ist der Umfang dieser Debatte hinsichtlich der Pressereaktionen und der auf vielfältige Weise erfolgten privaten Meinungsäußerungen einzigartig. Behnken sorgte mit zahlreichen weiteren Beiträgen für einen starken Kontrapunkt zu dem von Otto Waalkes parodierten traditionsreichen TV-Format.
Annette Behnken hat zwei Töchter. Eine dritte Tochter starb schwer krank im Alter von zwei Jahren. Sie ist mit dem Designer Gunnar F. H. Spellmeyer in zweiter Ehe verheiratet.
Der Verlust ihrer Tochter führte nach ihren Worten nicht nur zum Zerbrechen der Ehe: „Der Glaube ist mir nach dem Tod meiner Tochter komplett verloren gegangen.“ Sie habe dies jedoch in den Jahren danach „so gut es geht“ verarbeiten können, und der Glaube sei Stück für Stück wieder gewachsen.

## Rezeption
Laut der hannoverschen Tageszeitung Neue Presse sei Annette Behnken „neben Margot Käßmann [...] die populärste Frau der evangelischen Kirche“ in Deutschland.

## Schriften
- Dasein und Mittragen – Eindrücke aus dem Kinderhospiz. In: Christiane Burbach (Hrsg.): ... bis an die Grenze: Hospizarbeit und Palliative Care. Vandenhoeck & Ruprecht, Göttingen 2010, ISBN 3-525-67014-1.
- Wahrheit um jeden Preis? In: Annegret Falter, Dieter Deiseroth (Hrsg.): Whistleblower in der Sicherheitspolitik. Berliner Wissenschafts-Verlag, 2014, ISBN 3-8305-2950-3.
- Friedrich Heckmann (Hrsg.): Lebensweisheit und Praktische Theologie: Christiane Burbach zum 65. Geburtstag. Vandenhoeck & Ruprecht, Göttingen 2014, ISBN 3-525-62429-8 (enthält zwei Beiträge von Annette Behnken).
- Ausgeträumte Anarchie und feurige Regeln. In: Doppelalbum – Popmusik und Biographie. Haus kirchlicher Dienste der Evangelisch-lutherischen Landeskirche Hannovers (Hrsg.) / Arbeitsfeld Kunst und Kultur, Matthias Surall, Hannover 2020, S. 8–14. online.
- Marco Voigt (Hrsg.): Die Morgenandacht: Die beliebten Radioandachten für den Start in den Tag. Vandenhoeck & Ruprecht, Göttingen 2021 (enthält Beiträge von Annette Behnken).
- Demut – Hymne an eine Tugend, München 2021, ISBN 978-3-8312-0589-9.